# Mistrzostwa Polski w Pięcioboju Nowoczesnym 2018
Mistrzostwa Polski w Pięcioboju Nowoczesnym 2018 – 65. edycja mistrzostw, która odbyła się w międzynarodowej obsadzie w dniach 1–3 czerwca 2018 roku w Drzonkowie.
Wśród mężczyzn triumfował Sebastian Stasiak, wśród kobiet Anna Maliszewska (obaj z Żoliborza Warszawa), natomiast w sztafetach mieszanych triumfowali Natalia Dominiak i Szymon Staśkiewicz z ZKS Drzonków. W zawodach udział wzięły reprezentacje Austrii, Australii, Brazylii, Czech, Francji, Gwatemali, Irlandii, Meksyku, Niemiec, RPA i Szwecji oraz zawodnicy polskich klubów: Bielany Warszawa, Dwójka Tczew, Kapry-Armexim Pruszków, Legia Warszawa, UKS Starogard Gdański, ZKS Drzonków, Żoliborz Warszawa. Wraz z zawodami seniorów odbyły się również zawody juniorów i młodzieżowców.

## Wyniki

### Mężczyźni
| Miejsce | Zawodnik           | Klub/Repr.        | Wynik     |
| ------- | ------------------ | ----------------- | --------- |
| 1.      | Jan Kuf            | Czechy            | 1495 pkt. |
|         | Sebastian Stasiak  | Żoliborz Warszawa | 1472 pkt. |
|         | Łukasz Gutkowski   | Legia Warszawa    | 1459 pkt. |
|         | Łukasz Gutkowski   | Legia Warszawa    | 1455 pkt. |
| 5.      | Charles Fernandez  | Gwatemala         | 1434 pkt. |
| 6.      | Emiliano Hernández | Meksyk            | 1429 pkt. |
| 7.      | Szymon Staśkiewicz | ZKS Drzonków      | 1425 pkt. |
| 8.      | Daniel Steinbock   | Szwecja           | 1423 pkt. |
| 9.      | Martin Bliko       | Czechy            | 1422 pkt. |

### Kobiety
| Miejsce | Zawodnik         | Klub/Repr.             | Wynik     |
| ------- | ---------------- | ---------------------- | --------- |
| 1.      | Sofia Cabrera    | Gwatemala              | 1371 pkt. |
|         | Anna Maliszewska | Żoliborz Warszawa      | 1345 pkt. |
| 3.      | Marina Carrier   | Australia              | 1320 pkt. |
|         | Marta Kobecka    | Kapry-Armexim Pruszków | 1294 pkt. |
| 5.      | Sophia Hernández | Gwatemala              | 1293 pkt. |
| 6.      | Eilidh Prise     | Irlandia               | 1280 pkt. |
| 7.      | Kate Coleman     | Irlandia               | 1275 pkt. |
|         | Natalia Dominiak | ZKS Drzonków           | 1268 pkt. |
| 9.      | Isabel Brand     | Gwatemala              | 1259 pkt. |

### Sztafety mieszane
| Miejsce | Klub/Repr.           | Zawodnicy                             | Wynik     |
| ------- | -------------------- | ------------------------------------- | --------- |
| 1.      | Gwatemala            | Charles Fernandez Isabel Brand        | 1431 pkt. |
|         | ZKS Drzonków         | Szymon Staśkiewicz Natalia Dominiak   | 1413 pkt. |
| 3.      | Gwatemala            | Jorge Imeri Ximena Dieguez            | 1396 pkt. |
|         | ZKS Drzonków II      | Paweł Dąbrowski Aleksandra Sobolewska | 1394 pkt. |
|         | Legia Warszawa       | Daniel Ławrynowicz Dominika Karolak   | 1391 pkt. |
| 6.      | Bielany Warszawa     | Oskar Paradowski Marta Kobecka        | 1389 pkt. |
| 7.      | Bielany Warszawa II  | Łukasz Gutkowski Wiktoria Wierzba     | 1370 pkt. |
| 8.      | ZKS Drzonków II      | Gerard Machel Magdalena Klemczyńska   | 1273 pkt. |
| 9.      | Bielany Warszawa III | Maciej Dukielski Ewelina Aleksiewicz  | 993 pkt.  |